# Queen Elizabeth 2
Pour les articles homonymes, voir Queen Elizabeth et QE2.
Le Queen Elizabeth 2 (souvent appelé QE2) est un paquebot transatlantique britannique qui a sillonné les mers de 1969 à 2008. Il est principalement utilisé pour assurer la liaison transatlantique maritime régulière entre Southampton (Angleterre) et New York (États-Unis), via Cherbourg (France), pour une traversée de cinq jours. Après le lancement du Queen Mary 2, il est employé principalement comme navire de croisière et effectue, chaque année, un tour du monde de trois mois.
Le 26 novembre 2008, le Queen Elizabeth 2 arrive à Dubaï, aux Émirats arabes unis pour être désarmé et transformé en hôtel flottant.
Le Queen Victoria, lancé le 10 décembre 2007, est le remplaçant provisoire du Queen Elizabeth 2.
Le Queen Mary 2, autre paquebot de la Cunard, perpétue la grande tradition transatlantique, et est accompagné à partir de 2010 par le Queen Elizabeth qui remplace le Queen Elizabeth 2.

## Histoire
Sa construction a lieu aux chantiers John Brown & Company à Clydebank, en Écosse. Son constructeur est Upper Clyde Shipbuilders. La quille est posée le 5 juillet 1965 et sa mise à flot a lieu le 20 septembre 1967, baptisé par la reine Élisabeth II. Il effectue son voyage inaugural le 2 mai 1969.
Entre avril et mai 1973, le navire a fait une croisière spéciale Southampton-Ashdod pour le 25e anniversaire de la création d'Israël sous haute surveillance. À la suite de la destruction du Vol Libyan Arab Airlines 114, le chef d'état libyen Mouammar Kadhafi a ordonné à un capitaine d'un sous-marin de la marine égyptienne stationné à Tripoli de le couler. Anouar el-Sadate a ordonné au sous-marin de retourner à Alexandrie, et a prétendu à Kadhafi que le sous-marin n'avait pas réussi à trouver le paquebot,.
Avec le retrait de principal rival, le France, à partir de 1974, le Queen Elizabeth 2, après des débuts commerciaux difficiles, demeure le seul grand transatlantique encore en service.
Lors du second choc pétrolier, en 1979, son retrait est annoncé, mais son maintien sur la ligne mythique de l'Atlantique Nord est assuré par l'élection de Margaret Thatcher, à la grande satisfaction des Britanniques, très attachés à ce navire. Il connaît alors des années de grand succès et la fréquentation de la ligne transatlantique progresse, indices qui permettent d'envisager la construction d'un transatlantique géant des années 2000, le Queen Mary 2, qui va le remplacer.
En 1982, il participe à la guerre des Malouines, où il transporte 3 000 soldats. Il est converti spécialement en transport de troupes pour cela, en incluant une piste d'atterrissage pour hélicoptères et est repeint en gris. Après la guerre, il reprend un service normal.
En 1986, sa turbine à vapeur est remplacée par un moteur Diesel.
En août 1992, sa coque est considérablement endommagée lorsqu'il s'échoue près du cap Cod en raison d'un effet de squat.
Le 11 septembre 1995 à 2 h 5, alors qu'il effectue une traversée transatlantique est-ouest, il rencontre une vague scélérate estimée à 30 mètres dans une tempête (ouragan Luis) en Atlantique Nord.
En juin 2007, l'émirat de Dubaï achète,  le paquebot de croisière Queen Elizabeth 2 pour 100 millions de dollars. Il compte en faire un hôtel flottant pour l'île artificielle de Jumeirah du projet touristique Palm Islands. Le paquebot cesse de sillonner les océans en novembre 2008.
Le 11 novembre 2008, le Queen Elizabeth 2 s'échoue brièvement au large de son port d'attache Southampton à cause de forts vents, alors qu'il effectue sa dernière croisière.
Il devait être acheminé vers le port du Cap à l'occasion de la Coupe du monde de football de 2010, pour être stationné à proximité du Victoria & Alfred Waterfront comme hôtel flottant, mais la vente du navire compromet le projet.
Le bateau de renommée mondiale Queen Elizabeth 2 (QE2) est désormais un hôtel flottant amarré définitivement aux quais de Port Rashid Marina. Après avoir parcouru 25 fois le tour du monde et diverti près de 2,5 millions de passagers, il poursuit son histoire à Dubaï en combinant divertissement, patrimoine et luxe.

## Caractéristiques

### Aspects techniques
Au lancement du navire, le QE2 était équipé d'un système de propulsion à turbine à vapeur utilisant trois chaudières Foster Wheeler E.S.D II, qui fournissaient de la vapeur haute pression aux deux turbines Brown-Pametrada. Les turbines étaient évaluées avec une puissance de sortie maximale de 110 000 chevaux-vapeur (fonctionnant normalement à 94 000 ch) et ont été couplées à deux hélices de six pales à pas fixe.
Ces turbines à vapeur étaient en proie à des problèmes depuis la mise en service du navire et, bien que techniquement avancées et économes en carburant en 1968, la consommation de 600 tonnes de fioul par vingt-quatre heures était plus élevée que prévu. Après dix-sept ans de service, la disponibilité des pièces de rechange devenait difficile en raison de la conception obsolète des chaudières et des turbines. La compagnie Cunard décida que les options étaient les suivantes : ne rien changer pour le reste de la vie utile du navire ; re-configurer les moteurs à vapeur existants ; ou re-motoriser le navire avec un nouveau système moto-propulseur diesel-électrique plus efficace. En fin de compte, la troisième solution fut retenue et il fut décidé de remplacer les moteurs, car il avait été calculé que les économies de carburant et d'entretien se rentabiliseraient sur quatre ans et que le navire bénéficierait d'un minimum de vingt années de service supplémentaires. Ses turbines à vapeur l'avaient emmené à un total record de 4 221,081 kilomètres en 18 ans.
Pendant la refonte du navire de 1986 à 1987, les turbines à vapeur furent déposées. Les salles des machines ont ensuite été équipées de neuf moteurs Diesel allemands à neuf cylindres MAN SE L58 / 64 à moyenne vitesse, pesant chacun environ 120 tonnes. Utilisant une configuration Diesel-électrique, chaque moteur entraînait une génératrice développant chacune 10,5 MW d'énergie sous 10 000 volts. Cette centrale électrique, en plus d'alimenter les services auxiliaires et hôteliers du navire au moyen de transformateurs, entraînait les deux principaux moteurs de propulsion, un sur chaque arbre d'hélice. Ces moteurs produisaient chacun 44 MW et étaient construits en pôles saillants synchronisés, de neuf mètres de diamètre et pesant plus de 400 tonnes chacun. La vitesse en service du navire de 28,5 nœuds (52,8 km/h) pouvait être maintenue en utilisant seulement sept des ensembles Diesel-électriques. Sa puissance maximale avec la nouvelle configuration du moteur était de 130 000 chevaux, soit plus que les 110 000 chevaux du précédent système de propulsion. Utilisant le même combustible IBF-380 (Bunker C), la nouvelle configuration permettait une économie de carburant de 35 % par rapport au système précédent. Pendant le processus de remotorisation, sa cheminée a été remplacée par une plus large pour accueillir les tuyaux d'échappement des neuf moteurs Diesel Burmeister & Wain.
Une autre partie du radoub consista à remplacer les hélices à pas fixe d'origine par des hélices à pas variable. (Les vieux moteurs à vapeur ont besoin de turbines arrière pour faire reculer le navire ou l'empêcher d'avancer). Cependant, le pas des nouvelles pales à calage variable pourrait simplement être inversé, provoquant une inversion de la poussée tout en maintenant la même direction de rotation de l'hélice, permettant au navire des temps d'arrêt plus courts et des caractéristiques de maniabilité améliorées. Les nouvelles hélices étaient équipées à l'origine de "Grim Wheels", du nom de leur inventeur, Dr.-Ing. Otto Grim. Il s'agissait de pales d'hélices à rotation libre montées derrière les hélices principales, avec de longues ailettes dépassant du moyeu central. Elles ont été conçus pour récupérer la poussée perdue de l'hélice et réduire la consommation de carburant de 2,5 à 3 %. Cependant, après l'essai de ces roues, lorsque le navire a été mis en cale sèche, la majorité des aubes sur chaque roue ont été découvertes rompues, et ainsi les roues ont été enlevées et le projet abandonné.
Les autres machines comprenaient neuf chaudières de récupération de chaleur, couplées à deux chaudières au mazout pour produire de la vapeur pour le chauffage du combustible, de l'eau domestique, des piscines, de l'équipement de buanderie et des cuisines. Quatre évaporateurs flash et une unité d'osmose inverse désalinisant l'eau de mer pour produire 1 000 tonnes d'eau douce par jour. Il existait également un système d'assainissement et une station d'épuration des eaux usées, une usine de conditionnement d'air et un système de barre de direction électro-hydraulique commandant les gouvernails.

### Extérieur
Comme le Normandie et le France, le Queen Elizabeth 2 avait une étrave évasée et un gaillard d'avant propre. Ce qui était controversé à l'époque, la Cunard avait décidé de ne pas peindre la cheminée avec la couleur et le motif distinctifs de la ligne, ce qui avait été fait sur tous les navires marchands depuis le premier navire en 1840. Cette pratique a pris fin en 1983 lorsque le QE2 est revenu du service dans la guerre des Malouines, et la cheminée a été peinte aux couleurs traditionnelles de la Cunard (orange et noir), avec des bandes horizontales noires.  La cheminée en forme de crayon d'origine a été reconstruite en 1986 comme une cheminée plus robuste, en utilisant du métal de l'original, lorsque le navire a été converti de la vapeur au Diesel.
De grandes quantités d'aluminium ont été utilisées dans l'ossature et le revêtement de la superstructure du QE2. Cette décision a été prise pour économiser du poids, réduire le tirant d'eau du navire et réduire la consommation de carburant. Mais elle peut aussi avoir pour conséquence des problèmes de corrosion lors de la réunion avec des métaux dissemblables ; un composé de jointoiement a donc été appliqué entre l'acier et l'aluminium. Le bas point de fusion de l'aluminium a suscité des inquiétudes lorsque le QE2 servait de transport de troupe pendant la guerre des Malouines : certains craignaient qu'en cas de frappe par missile (à l'instar du HMS Sheffield), ses ponts supérieurs s'effondreraient rapidement à cause de l'incendie subséquent, accroissant significativement les pertes.
En 1972, les premières suites de penthouse ont été ajoutées dans une structure en aluminium sur le Signal Deck et le Sports Deck (maintenant « Sun Deck »), derrière le pont du navire, et en 1977 cette structure fut agrandie pour inclure plus de suites.
Le balcon du QE2 a été agrandi pour la dernière fois lors de la rénovation du QE2 en 1986/87 à Bremerhaven. Au cours de cette refonte, le navire a reçu une nouvelle cheminée plus large construite en utilisant des panneaux de l'originale. Elle a conservé les couleurs traditionnelles de la Cunard Line.
Les modifications structurelles finales du QE2 comprenaient le remaniement des ponts arrière pendant la rénovation de 1994 (suivant l'enlèvement du magrodome) et l'ajout d'une zone secrète sur le Sun Deck lors de son réaménagement en 2005, créant un espace connu sous le nom de « Funnel Bar ».

### Intérieur
La configuration intérieure du Queen Elizabeth 2 était disposée de manière horizontale, semblable au paquebot France, où les espaces réservés aux deux classes étaient répartis horizontalement sur des ponts spécifiques, contrairement aux divisions verticales de classe des anciens paquebots. Là où le QE2 différait du France était que le pont de première classe (Quarter Deck) était en dessous du pont réservé à la classe touriste (Upper Deck). À l'origine il devait y avoir des salons principaux desservant trois classes, superposées l'une au-dessus de l'autre, mais lorsque la Cunard décida de faire un navire de deux classes, seuls deux salons principaux furent nécessaires. Au lieu de reconfigurer complètement les ponts du bateau, les architectes ont simplement ouvert un puits dans les ponts entre les salons de deuxième et troisième classe, créant ainsi un espace à double hauteur connu sous le nom de Chambre Double (maintenant le Grand Salon). Cela était peu conventionnel en ce sens qu'il désignait un plus grand espace de deux étages pour les passagers de la classe touriste, tandis que ceux de première classe se réunissaient dans la Queen's Room, de taille standard. Cependant, la configuration des traversées séparées, a donné aux passagers de première classe, le balcon du théâtre sur le Boat Deck, tandis que la classe touriste a utilisé le niveau de l'orchestre sur Upper Deck.
Au cours de sa carrière de trente-neuf ans, le QE2 a eu un certain nombre de réaménagements intérieurs et de modifications. L'année où le navire est entré en service, en 1969, était aussi l'année de la mission Apollo 11, lorsque le prototype du Concorde a été dévoilé, et l'année précédente, le premier film de Stanley Kubrick, 2001 : l'Odyssée de l'espace. En accord avec ces temps, la Cunard a rompu avec les intérieurs traditionnels de ses précédents paquebots pour le QE2, en particulier le style Art déco du précédent Queen Mary. Au lieu de cela, des matériaux modernes comme des stratifiés de plastique, de l'aluminium et du plexiglas ont été utilisés. Le mobilier était modulaire et l'art abstrait était utilisé dans les salles publiques et les cabines. Des designers d’avant garde tel Kwok Hoï Chan sont engagés pour la conception de ces espaces.
Le Lobby du Midship sur deux ponts, où les passagers de première classe embarquaient pour des voyages transatlantiques et tous les passagers embarquaient pour des croisières, était une salle circulaire avec un coin salon au centre avec des banquettes en cuir vert et entouré d'une balustrade chromée. Comme un pivot à cela était une colonne évasée, blanche, en forme de trompette, éclairée. Une autre salle, conçue par Michael Inchbald, où le design d'intérieur avancé du QE2 a été démontré était le salon de première classe, la Queen's Room sur le quart de pont. Cet espace, de couleurs blanc et feu, présentait un plafond abaissé avec de grandes fentes indirectement éclairées, qui, malgré la réduction de la hauteur du plafond, créait une impression d'ouverture aérée pour faire face aux dimensions autrement oppressantes de la salle à un étage. De plus, les colonnes structurales étaient évasées au sommet pour se fondre dans le plafond et perdre l'indication visuelle de la faible hauteur de plafond que les colonnes droites auraient donnée. Michael Inchbald a répété l'évasement des colonnes dans les bases de ses tables et de ses chaises en cuir. L'éclairage indirect d'en haut pourrait passer d'une teinte fraîche pour l'été à une teinte chaude pour l'hiver.
Le bar du théâtre sur le pont supérieur comportait des chaises rouges, des rideaux rouges, un écran en fibre de verre de caisse à œufs rouges et même un piano à queue rouge. Certains matériaux plus traditionnels comme le placage de bois ont été utilisés comme points forts dans tout le navire, en particulier dans les couloirs passagers et les cabines. Il y avait aussi un bar d'observation sur le Quarter Deck, un successeur de son homonyme, situé dans un endroit similaire, sur les deux Queens précédents, qui offrait des vues à travers de grandes fenêtres sur l'avant du navire. Cette pièce a été perdue lors du réaménagement du QE2 en 1972, devenant un espace de cuisine avec les fenêtres orientées vers l'avant.
Dans le remblai de 1994, presque tout le décor original restant a été remplacé, la Cunard optant pour renverser la direction de conception originale des concepteurs de QE2 et d'utiliser les paquebots traditionnels de la ligne comme source d'inspiration. Le Midships Bar en velours vert et cuir est devenu la Chart Room inspirée de l'Art Déco, recevant un piano original et personnalisé du Queen Mary. Le Theater Bar à dominante bleue a été transformé en Golden Lion Pub, qui imite un pub édouardien traditionnel. Certains éléments d'origine ont été conservés, y compris les colonnes évasées dans le salon Queens Room et Mid-Ships qui ont été intégrées dans les dessins retravaillés. Malheureusement, l'éclairage indirect de la Queen's Room par le dessus a été remplacé par des uplighters qui ont inversé l'effet aéré léger original en illuminant le plafond abaissé et en laissant des ombres dans la fente du plafond; et les meubles et les tapis qui remplaçaient les dessins de Michael Inchbald étaient incongrus à côté des colonnes évasées et du plafond à fentes.
Au moment de sa retraite, la synagogue était la seule pièce restée inchangée depuis 1969. Toutefois, il a été signalé que pendant le voyage de cinq nuits du QE2 le 22 octobre, la synagogue a été soigneusement démontée avant d'être retirée du navire avant sa dernière sortie vers Dubaï.

### Œuvres d'art et objets historiques
Le Queen Elizabeth 2 contenait des œuvres d'art, ainsi que des objets maritimes, tirés de la longue histoire de la compagnie Cunard, de l'exploitation de ses navires marchands.
Dans le restaurant "Mauretania" se trouvait la sculpture "Althea Wynne" représentant des chevaux blancs de l'océan Atlantique. Il y avait des bustes de bronze, à la fois de Sir Samuel Cunard à l'extérieur du Yacht Club et de la reine Elizabeth II dans la chambre réservée à la Reine. Le "Princess Grill" détenait quatre statues grandeur nature de formes humaines représentant les quatre éléments, réalisées par la sculptrice Janine Janet dans des matériaux marins comme le coquillage et le corail. La frise de la "Chart Room" a été conçue par Brody Nevenshwander et représentait les paroles de T.S. Eliot, de Sir Francis Drake et de John Masefield. The Midships Lobby détenait un modèle en argent massif du Queen Elizabeth 2 fabriqué par Asprey de Bond Street en 1975, qui fut perdu jusqu'à ce qu'une photo du modèle ait été trouvée en 1997, qui a conduit à la découverte du modèle lui-même, et son emplacement sur le QE2 en 1999.
Dans l'escalier "E" étaient accrochées trois tapisseries sur mesure, commandées à "Helena Hernmarck" qui représentaient la Reine lors du lancement du navire. Ces tapisseries, qui étaient à l'origine accrochées dans l'escalier D, au Quarter Deck, à l'extérieur du restaurant Columbia, ont été endommagées en 2005, et mentionnées dans l'histoire de service. Elles étaient à l'origine faites avec des fils d'or. Cependant, une grande partie de ces objets ont été perdus lorsqu'ils ont été nettoyés dans les travaux de la refonte du navire en 1987.
Il y avait de nombreuses photographies, huiles et pastels de membres de la famille royale dans l'ensemble du navire, et des plaques d'argent commémorant les visites de tous les membres de la famille royale, ainsi que d'autres dignitaires comme le président sud-africain Nelson Mandela.
Parmi les objets historiques à bord se trouvaient un ensemble d'armures japonaises anciennes présentées au QE2 par le gouverneur de Kagoshima, au Japon, lors de sa croisière mondiale en 1979, et un vase Wedgwood présenté au navire par Lord Wedgwood.
Des articles sur les précédents navires de la Cunard comprenaient une plaque en relief de laiton, avec un motif de poisson du Mauretania, et un bas-relief Art déco intitulé Winged Horse and Clouds, par Norman Foster du Queen Elizabeth. Il y avait aussi une vaste collection de cartes postales Cunard, de la porcelaine, des couverts, des boîtes, du linge et des maquettes Lines Bros Tri-ang Minic. L'une de ses œuvres phares était une réplique de la figure de proue du premier navire de la Cunard, le Britannia, sculptée dans du bois de pin jaune du Québec par le sculpteur cornouaillais Charles Moore, et présentée au navire par Lloyd's of London. Sur le pont supérieur se trouvait la Coupe commémorative d'argent de Boston, présentée au Britannia par la ville de Boston en 1840. Cette coupe fut égarée pendant des décennies, avant d'être retrouvée dans un magasin de prêt sur gage à Halifax, en Nouvelle-Écosse. Un bronze intitulé "Spirit of the Atlantic" et qui avait été conçu par Barney Seale pour le deuxième paquebot  "Mauretania" de 1938, était présent sur le pont 2. Une grande plaque en bois fut présentée au QE2 par Sir John Fieldhouse, First Sea Lord, pour commémorer le service du navire en tant que transport de troupes à bail (HMT) dans la guerre des Malouines.
Il existait également une vaste collection de modèles à grande échelle de navires Cunard consacrés au QE2.
La plupart de ces articles ont été vendus par compagnie à Istithmar lors de l'achat du QE2.

### Hébergement de l'équipage
La majorité de l'équipage logeait dans des cabines à deux ou quatre lits, avec des douches et des toilettes au bout de chaque coursive. Celles-ci étaient situés en avant et à l'arrière sur les ponts 3 à 6. Au moment où le navire fut mis en service, les zones réservées à l'équipage furent d'un confort supérieur par rapport à celles à bord du Queen Mary et du Queen Elizabeth. Cependant, le vieillissement du navire et le manque de travaux de rénovation de la zone réservée à l'équipage, au cours de ses 40 années de service, contrairement aux zones réservées aux passagers, rénovées et mises à jour périodiquement, ces logements étaient considérés comme sommaires à la fin de la carrière du paquebot. Les officiers étaient logés dans des cabines individuelles avec salle de bains privative situées sur le Sun Deck.
Il y avait trois bars réservés à l'équipage, l'un nommé "The Pig & Whistle" en Français "Le Cochon", qui est une tradition à bord des navires de la Compagnie, le deuxième Castaways et le Club Fo'c's'le. Un quatrième bar, réservé aux officiers était situé à l'extrémité avant du bateau. Nommé The Officers Wardroom, cette zone était souvent ouverte aux passagers pour des cocktails organisés par les officiers supérieurs. Le mess de l'équipage se trouvait à l'extrémité avant du bateau à côté du bureau des services de l'équipage.

## Galerie

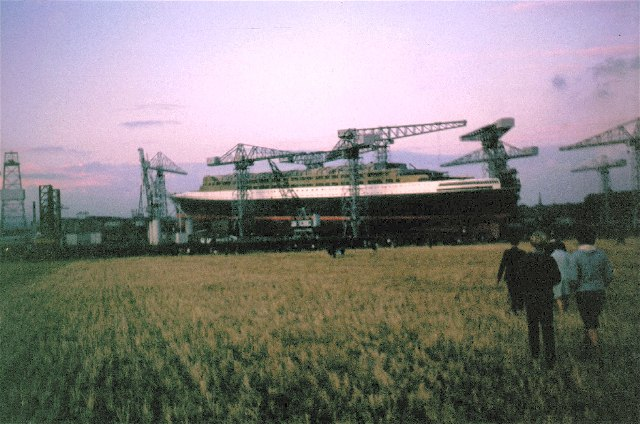
Le Queen Elizabeth 2 sur cale avant son lancement.
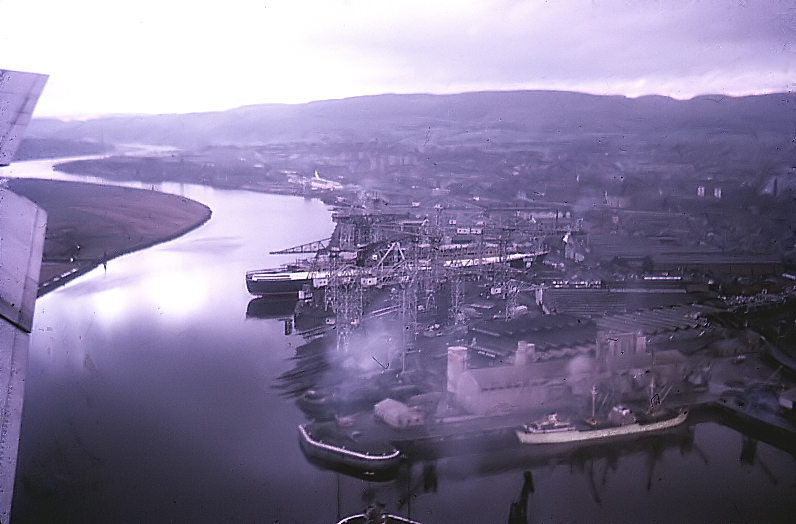
Le Queen Elizabeth 2 avant son lancement au confluent de La Clyde (fleuve).
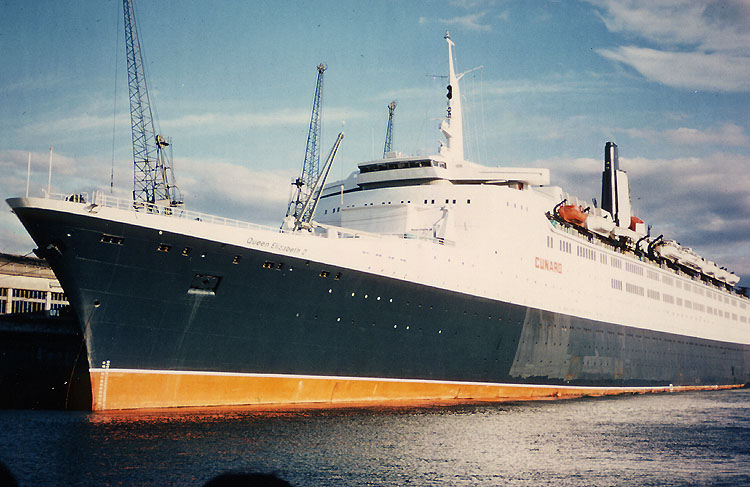
Le Queen Elizabeh 2 en 1976.
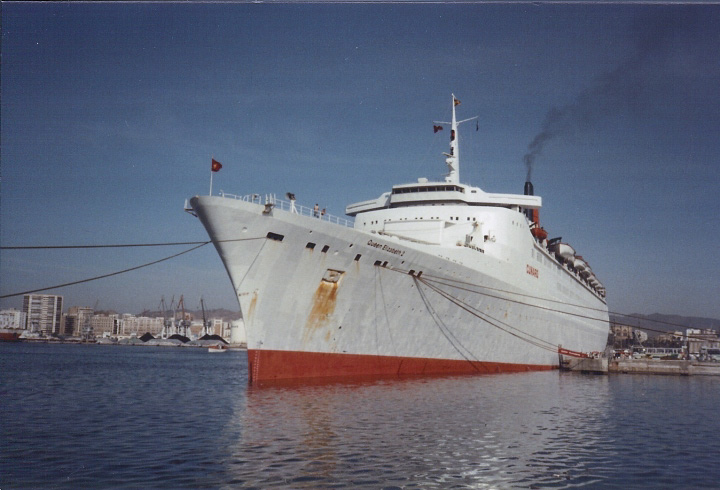
Le Queen Elizabeth 2 après son voyage de retour de la guerre des Malouines.
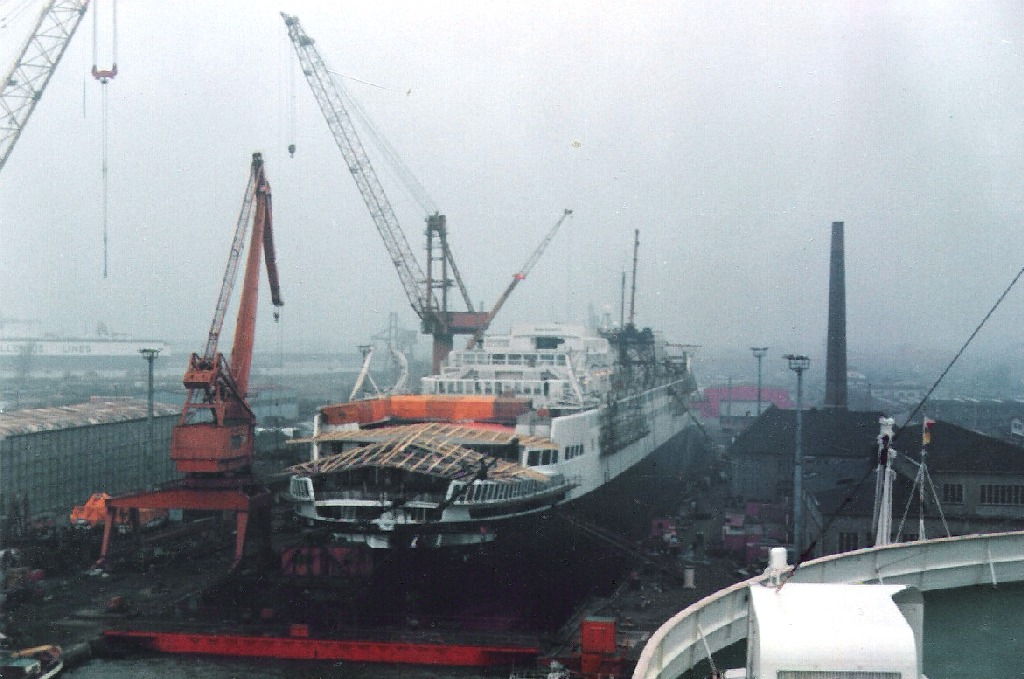
Travaux du remplacement des moteurs.
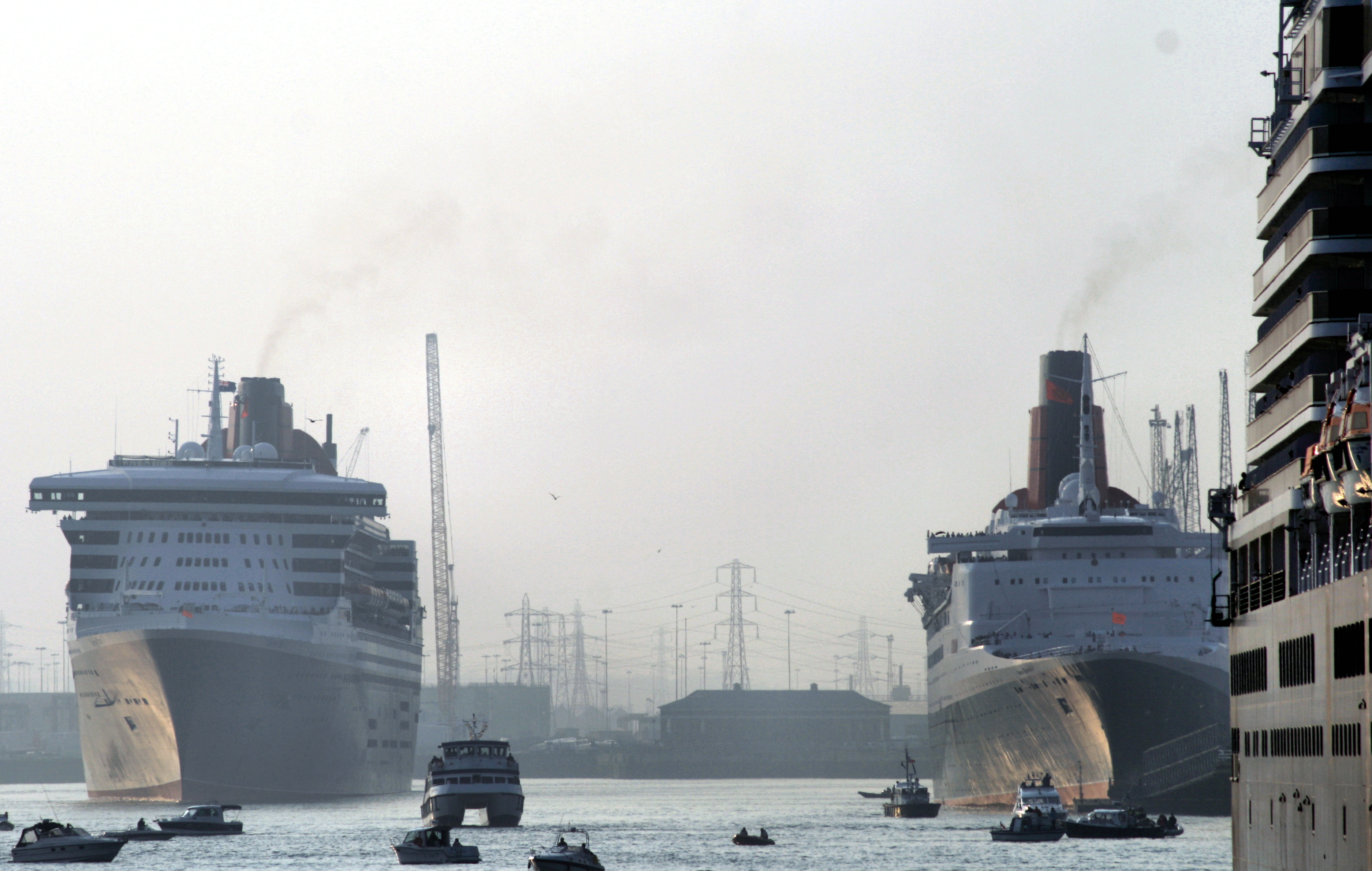
Le Queen Elizabeth 2 - arrière-plan à droite, avec deux de ses successeurs, le Queen Mary 2 - arrière-plan à gauche et le Queen Victoria - premier plan à droite.
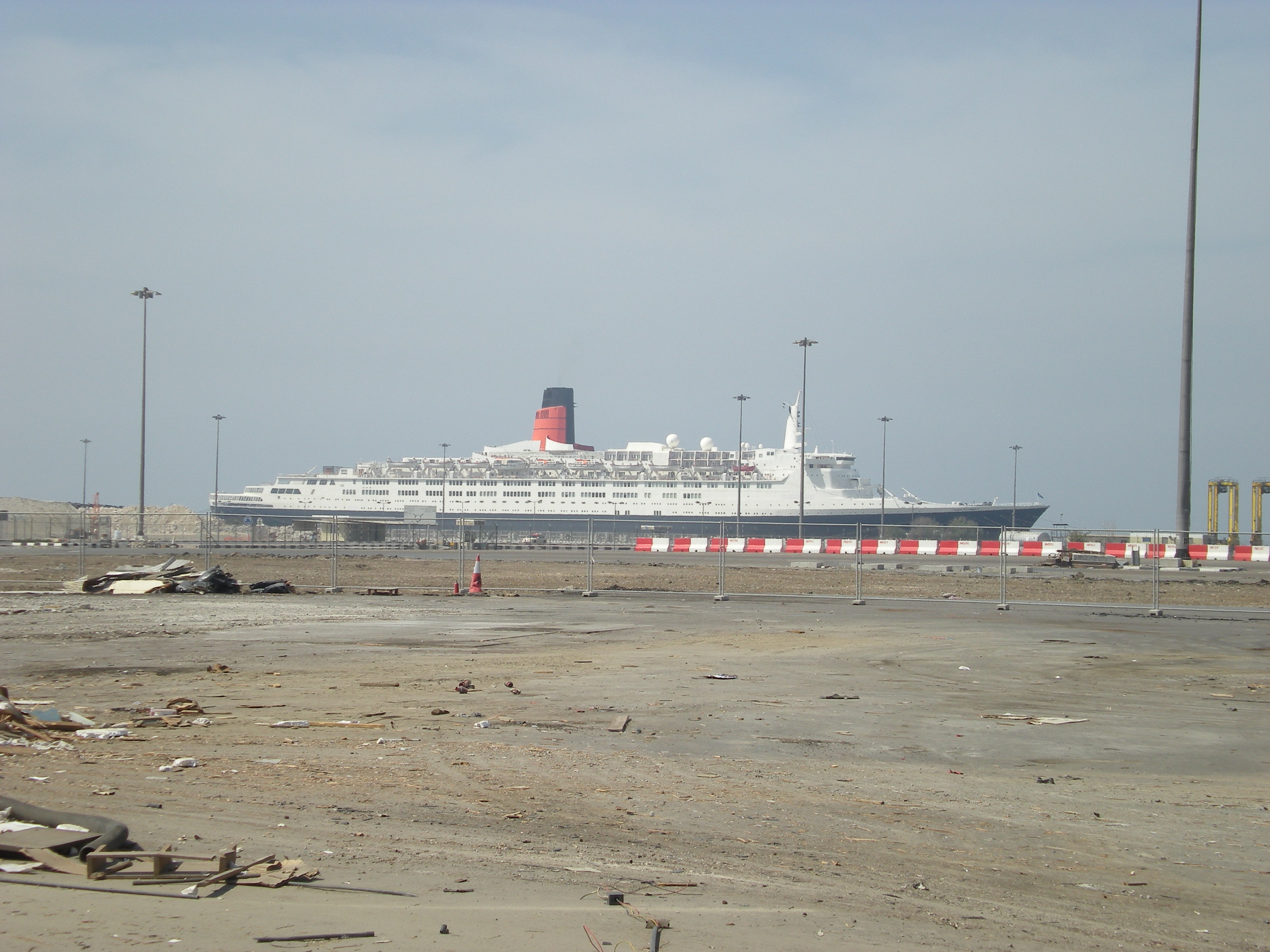
Le Queen Elizabeth 2 pour sa destination finale à Dubaï.
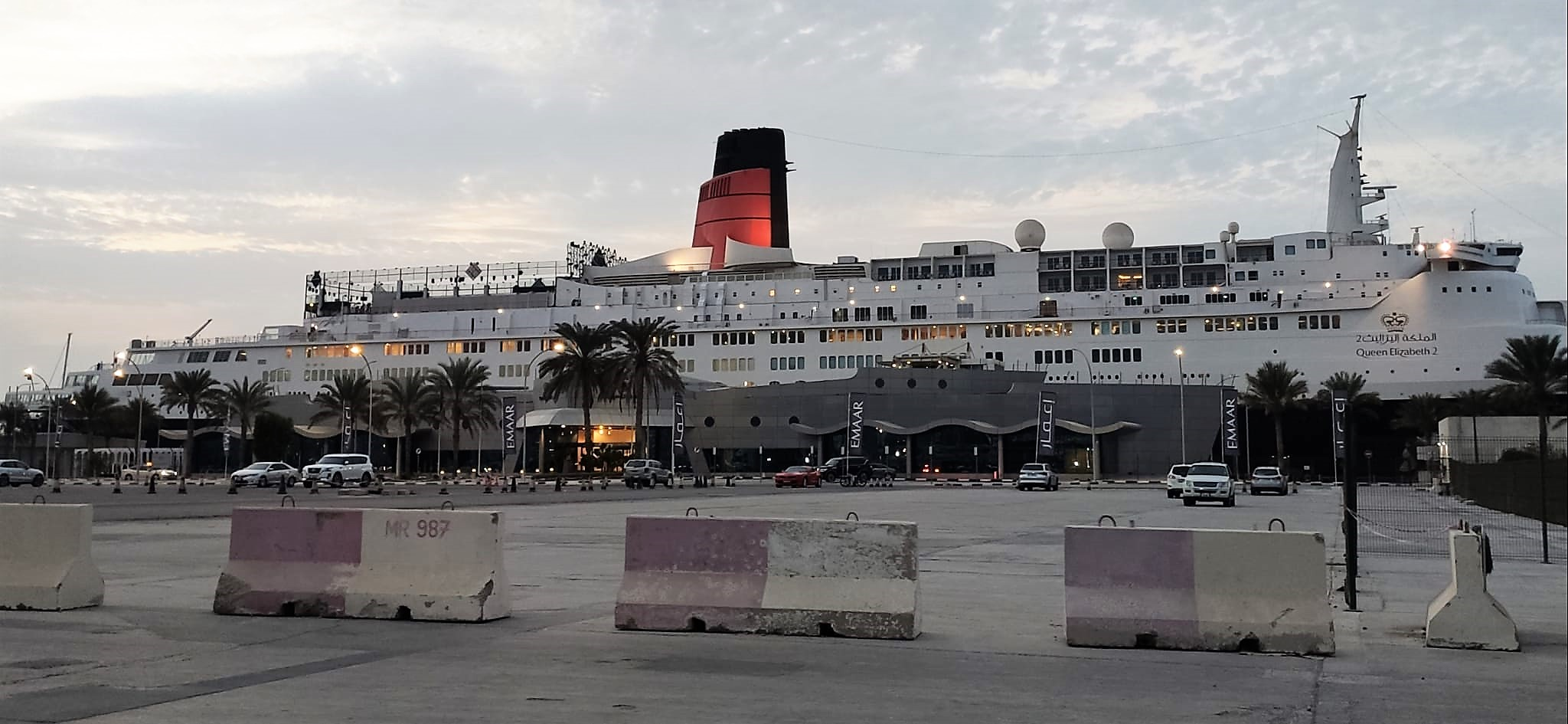
Le Queen Elizabeth 2 en décembre 2021, amarré définitivement au quai de "Port Rashid Marina" à Dubaï pour servir d'hôtel restaurant.